# 藤原小屎
藤原小屎（日语：／，生卒年不详）是奈良時代末期至平安時代初期桓武天皇的夫人。中務大輔藤原鷲取之女。官階為從五位上。別名藤子。

## 生平
關於藤原小屎，除了知道她作為桓武天皇的夫人於延曆7年（788年）生下了萬多親王以外，其他情況都尚不清楚。不過，由於藤原小屎的祖父藤原魚名於天應2年（782年）擔任左大臣時被罷免，不久後去世，故一般認為藤原小屎進宮是為了恢復祖父的名譽。
另外，也有說法認為，藤原魚名原本就是因為堅持將自己的孫女（藤原小屎）作為天皇的夫人，招致桓武天皇的不快，因此而遭到罷免。

## 家族
- 父：藤原鷲取
- 母：不詳
- 夫：桓武天皇
  - 皇子：万多親王

## 備註
1. ↑  據《一代要記》。
2. ↑  據《尊卑分脈》。